# 桑德罗·马佐拉
亚历桑德罗·桑德罗·马佐拉（義大利語：Alessandro Sandro Mazzola，義大利語發音：[ˈsandro matˈtsɔːla]；1942年11月8日—）是前意大利著名足球運動員，现担任意大利广播电视公司足球评论员。其父亲瓦伦蒂诺·马佐拉也是足球运动员，在桑德罗6岁时发生的苏佩尔加空难中丧生。

## 榮譽

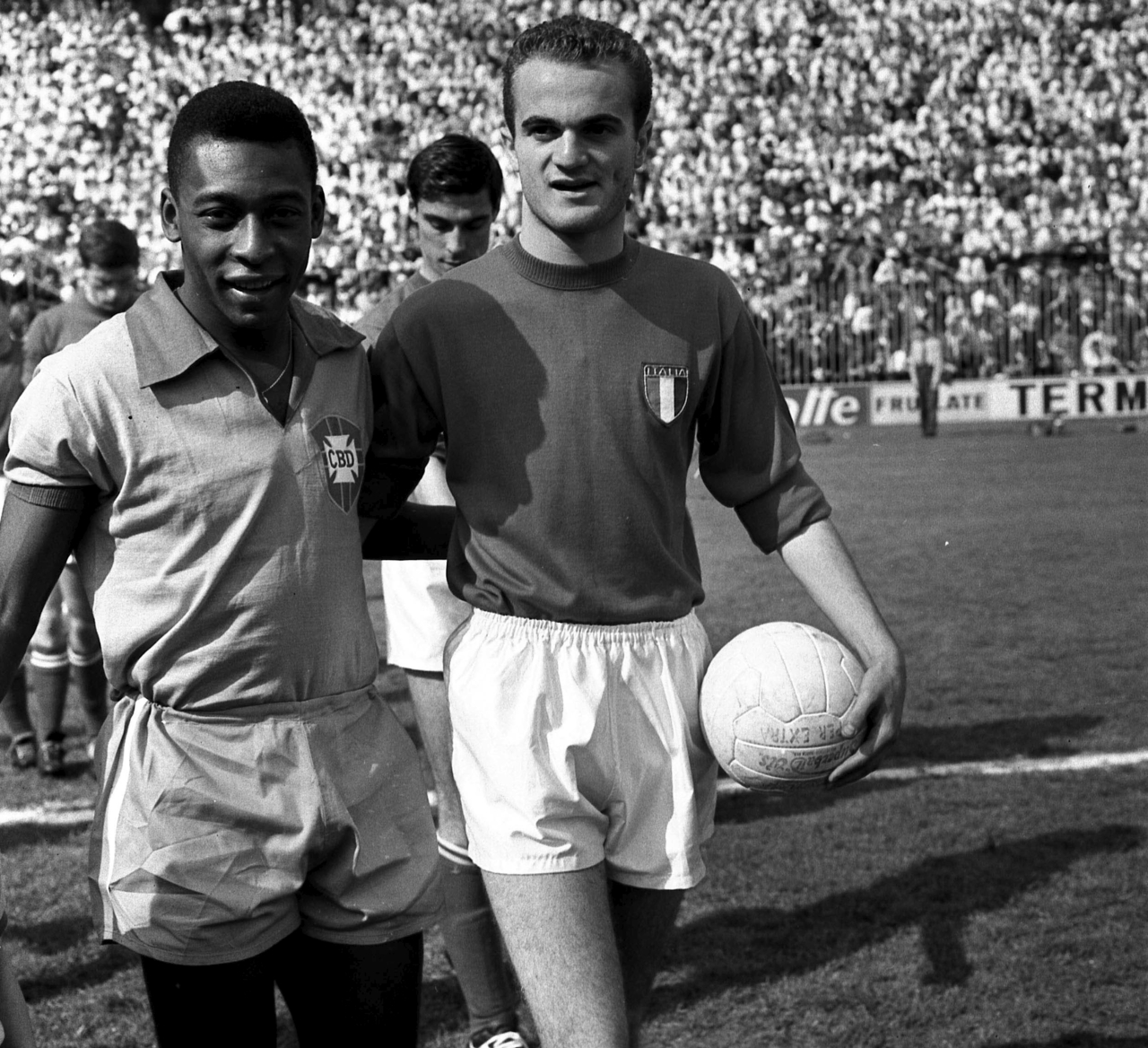
桑德罗·马佐拉及比利

### 球會
國際米蘭
- 意大利足球甲級聯賽冠军：1962–63, 1964–65, 1965–66, 1970–71
- 欧洲冠军联赛冠军：1963–64, 1964–65
- 洲際盃：1964, 1965

### 國家隊
意大利
- 歐洲國家盃冠军：1968
- 世界盃亞軍：1970

## 外部連結
- 桑德罗·马佐拉在国际米兰官网中的档案 （页面存档备份，存于）（意大利文）